# Chromocryptus nodus
Chromocryptus nodus là một loài tò vò trong họ Ichneumonidae.